# Rockstar (cântec de LISA)
„Rockstar” este o melodie a rapperului și cântăreței thailandeze LISA . A fost lansat prin LLOUD și RCA Records pe 27 Iunie 2024, ca single principal de pe albumul ei de studio de debut, Alter Ego (2025). O piesă hip hop cu ritmuri hiperpop, a fost scrisă de LISA, Brittany Amaradio, James Essien, Lucy Healey, Ryan Tedder și Sam Homaee, în timp ce producția a fost ocupată de ultimii doi. A marcat primul single solo al LISEI în trei ani și prima ei lansare de la plecarea de la YG Entertainment și Interscope Records ca artist solo în 2023. 
Criticii muzicali au apreciat pozitiv „Rockstar” drept cel mai bun material solo al LISEI de până acum, deși versurile sale au fost întâmpinate cu unele critici. Piesa a fost un succes comercial și a ajuns pe locul patru în Billboard Global 200 și pe locul unu în Global Excl.SUA, devenind al treilea hit al LISEI în top-10 în ambele topuri și primul ei hit numărul unu în cel de-al doilea. A ajuns în fruntea topurilor din Hong Kong și a ajuns în primele zece în Indonezia, MENA, Filipine, Arabia Saudită, Singapore și Taiwan. În Statele Unite, cântecul a devenit al treilea și cel mai înalt loc al LISEI în Billboard Hot 100, pe locul 70. 
Un videoclip muzical însoțitor a fost regizat de Henry Schofield și lansat pe canalul YouTube al lui LLOUD simultan cu lansarea single-ului. Videoclipul cu tematică cyberpunk aduce un omagiu culturii thailandeze și prezintă diverse locații din Bangkok, inclusiv Yaowarat Road, care a provocat o creștere a activității turistice în regiune. Pentru a promova single-ul, LISA a cântat la MTV Video Music Awards, la Global Citizen Festival și la Victoria's Secret Fashion Show.
„Rockstar” a primit patru nominalizări la fosta ceremonie de premiere și a câștigat cel mai bun K-Pop, făcând-o prima artistă solo care a câștigat premiul de două ori.
Pe lângă versiunea originală, „Rockstar” a fost lansată și în variante extinse, instrumentale, accelerate și încetinite, disponibile pe platformele de streaming și ca CD single în ediție limitată.